# Jack Cochrane
Jack Cochrane (Mount Vernon, 9 febbraio 1999) è un giocatore di football americano statunitense che milita nel ruolo di linebacker per i Kansas City Chiefs della National Football League (NFL).

## Carriera

### Kansas City Chiefs
Dopo non essere stato scelto nel Draft, Cochrane firmò con i Kansas City Chiefs il 1º maggio 2022. Fu svincolato il 30 agosto 2022 e rifirmò per la squadra di allenamento il giorno successivo. Il 13 settembre 2022 fu promosso nel roster attivo. Nella sua prima stagione regolare disputò 15 partite, nessuna delle quali come titolare, con 9 tackle.

## Palmarès
- Super Bowl : 2

Kansas City Chiefs: LVII, LVIII
- American Football Conference Championship: 2

Kansas City Chiefs: 2022, 2023